# 宋神道
宋神道（1922年11月24日—2017年12月16日），生於朝鮮的忠清南道，是一位在日女性韓国人。

## 生平
根據當事人的證詞，她於1922年在朝鮮的忠清南道出生，12歲時父親過世。
16歲時以「在戰地工作可賺錢」為由被召募到中國，但被迫在慰安所充當日軍的慰安婦達7年之久。戰後隨日本軍人到日本，在宮城縣女川町與在日韓国人同居。
2011年3月11日，發生東日本大地震，所居住的地方遭海嘯沖毀，因此遷居東京都。
2017年12月16日，因衰老在東京都逝世，享耆壽95歲。

## 脚注
1. ↑  .   [2017-12-19]. （原始内容存档于2017-12-20）.